# Фурнье, Нарсис
Луи́ Пьер Нарси́с Фурнье́ (Louis Pierre Narcisse Fournier, 24 декабря 1803, Париж, Франция — 24 апреля 1880, Париж) — французский драматург, писатель, переводчик и журналист.
Частично самостоятельно, частично в соавторстве написал множество драм, комедий и водевилей, которые по преимуществу шли на сцене театра «Gymnase». Наибольший из них успех имели: «La femme qu’on n’aime plus» (с фр. — «Женщина, которую разлюбили», 1836); «Roman intime ou les lettres du Mari» (с фр. — «Интимный роман, или Письма мужа», 1840); «Tiridate» (с фр. — «Тиридат», 1841); «La belle Amélie» (с фр. — «Прекрасная Амели», 1842); «Le menuet de la reine» (с фр. — «Менуэт королевы», 1843); «Alberta» (с фр. — «Альберта», 1844), «Dame et grisette» (с фр. — «Дама и гризетка», 1845); «Anima ou le Turc moderne» (с фр. — «Анима, или Современный турок», 1845); «Le mal de la peur» (с фр. — «Зло страха», 1856); «Penicault le somnambule» (с фр. — «Пенико-сомнамбула», 1857); «Monsieur Candaule» (с фр. — «Господин Кандоль», 1858); «La vie independante» (с фр. — «Независимая жизнь», 1861) и т. д.

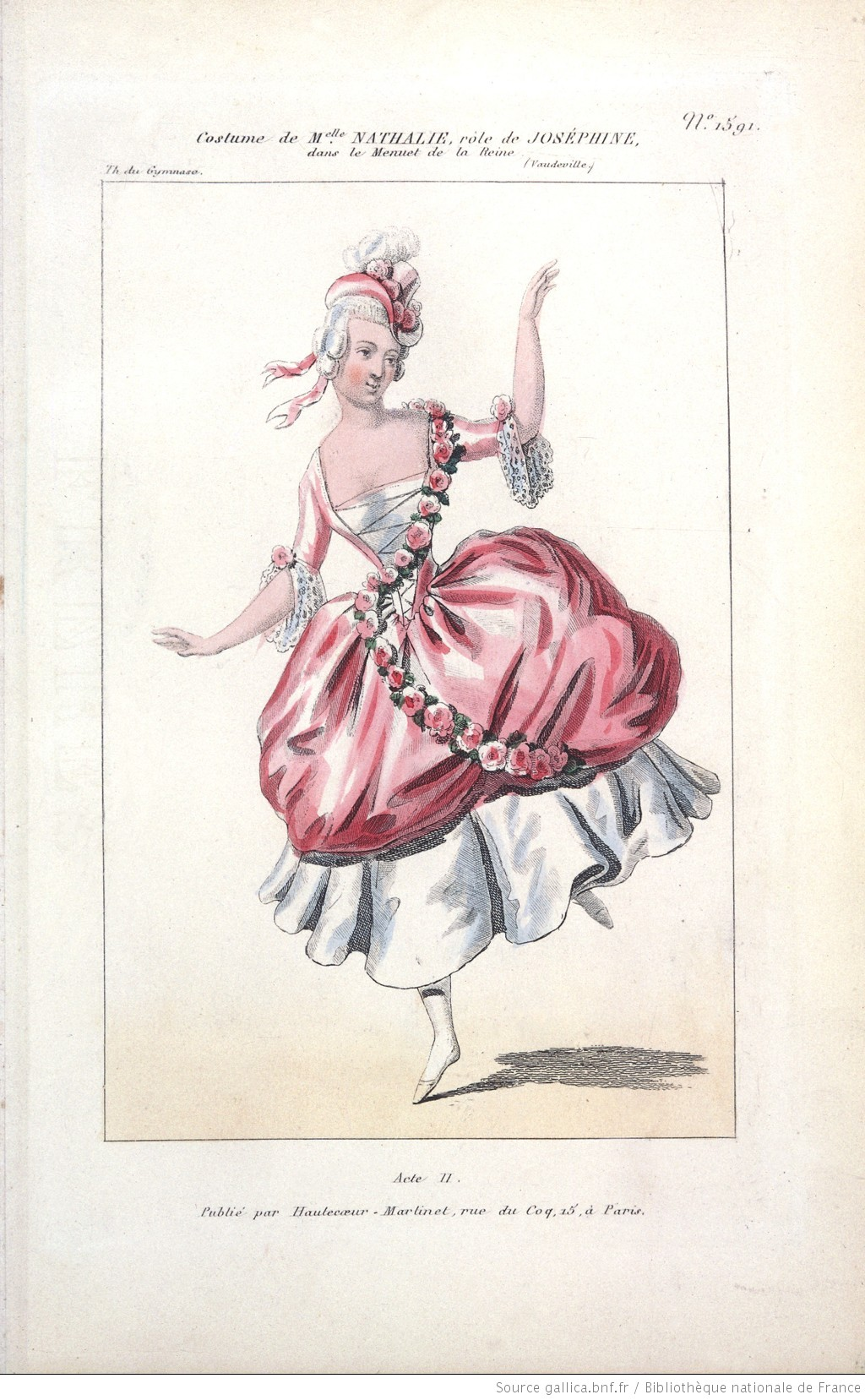
Костюм актрисы Натали, исполнявшей роль Жозефины в спектакле Фурнье «Менуэт королевы»

Независимо от театральных произведений, Фурнье написал ещё несколько романов, довольно, впрочем, бесцветных: «Struensée ou la reine et le favori» (с фр. — «Струэнзе, или Королева и фаворит»); «Alexis Petrowitch» (с фр. — «Алексей Петрович»); «À la belle étoile» (с фр. — «Под открытым небом») и другие.
Кавалер ордена Почётного легиона (с 13 августа 1866 года).